# Fabián Alberto Belay
Fabián Alberto Belay (* 3. November 1978 in Rosario) ist ein argentinischer römisch-katholischer Geistlicher und war ernannter Weihbischof im Erzbistum Rosario.

## Leben
Belay studierte am Priesterseminar seiner Heimatstadt und empfing am 6. August 2009 die Priesterweihe. Er war Sekretär des Priesterrats des Erzbistums Rosario, dem er später als Mitglied auch angehörte, sowie Pfarrer der Gemeinde María Madre de Dios. Zuletzt war er bischöflicher Beauftragter für die Drogenabhängigenseelsorge. Er gehörte der Kommission für die Fortbildung der Geistlichen an und war Verantwortlicher für die Begleitung junger Geistlicher sowie für die Vereinigung Padre Misericordioso, die sich mit der Genesung von Drogenabhängigen befasst.
Papst Franziskus ernannte Fabián Belay am 31. Mai 2023 zum Titularbischof von Aguntum und bestellte ihn zum Weihbischof in Rosario. Die Bischofsweihe war für den 4. August desselben Jahres vorgesehen. Am 4. Juli 2023 teilte der Erzbischof von Rosario, Eduardo Martin mit, dass Belay im Gespräch mit ihm zu dem Schluss gekommen sei, die Bischofsweihe nicht annehmen zu wollen. Daher habe der Priester Papst Franziskus gebeten, ihn von der Ernennung zu entbinden. Der Papst habe ihm das gewährt.